# Caecilia Attica
Caecilia Attica (PIR2 P 0769) was de dochter van Titus Pomponius Atticus. Ze dankte haar naam aan het feit dat haar vader was geadopteerd door Quintus Caecilius en het cognomen Atticus droeg.
Ze werd geboren in 51 v.Chr., nadat Cicero uit Italië naar Sicilië vertrokken was. Ze wordt vaak vermeld in de briefwisseling tussen haar vader en Cicero. Nog betrekkelijk jonger werd ze - op instigatie van Marcus Antonius - rond 37 of 36 v.Chr. uitgehuwelijkt aan Marcus Vipsanius Agrippa. De rijkdom van haar vader zal zeker niet onbelangrijk geweest zijn bij dit huwelijk. Ze schonk Agrippa een dochter Vipsania Agrippina, die nog voor haar eerste verjaardag verloofd werd met Augustus' stiefzoon Tiberius.
Ze werd later verdacht van overspel met de grammaticus Quintus Caecilius Epirota, een vrijgelatene van haar vader, die haar onderwees. Wat er verder met haar gebeurd is, is niet geweten. Ze was waarschijnlijk voor 28 v.Chr. gestorven, zo niet gescheiden, daar haar echtgenoot huwde met Claudia Marcella.